# Andrés Barreto
Andrés Barreto (Bogotá, Colombia, 1987)es un empresario y conferencista colombiano, reconocido principalmente por ser uno de los fundadores de la empresa Grooveshark y el creador de las empresas PulsoSocial y Onswipe. Ha sido incluido en las listas «Top 25 Under 25» de BusinessWeek, «Top 30 Under 30» de Inc. Magazine y «Top 10 Innovators Under 35» de MIT Technology Review.

## Primeros años de vida
Nació en la ciudad de Bogotá, Colombia, y reside actualmente en Nueva York. Sus padres emigraron a Estados Unidos para brindarle un mejor futuro y oportunidades. Luego de haber estudiado hasta los doce años en colegios privados de buen nivel académico en Colombia, Él llega a estudiar en un colegio público en la ciudad de Miami.

### Inicios y Grooveshark
Barreto creó su primer proyecto mientras cursaba la carrera de Ciencias Políticas en la Universidad de la Florida en Gainesville: una plataforma estudiantil para compartir documentos en línea. Un año después se asoció con Sam Tarantino y Josh Greenberg para crear Grooveshark, un portal de intercambio de archivos musicales que desarrollaron con conocimientos empíricos de programación. La plataforma, que llegó a tener 35 millones de usuarios registrados, cesó operaciones en 2015 tras perder un juicio contra las principales discográficas por incumplimiento de copyright. Aunque en 2011 Barreto aseguró que la oferta musical de Grooveshark era «100% legal», el 30 de abril de 2015 la empresa anunció su salida del mercado al asegurar que no contaban «con licencias de los propietarios de los derechos de gran cantidad de música disponible en el servicio».

### Otros proyectos
En 2012 el empresario fundó una plataforma de distribución de contenido enfocada en dispositivos táctiles llamada Onswipe, con repercusión principalmente en los Estados Unidos. En 2014 se trasladó a Santiago de Chile para finalizar su carrera en la Universidad Andrés Bello. Allí desarrolló PulsoSocial, una comunidad en línea sobre emprendimiento tecnológico con el objetivo de dar reconocimiento a nuevos emprendedores digitales en Latinoamérica.
Otros emprendimientos de Barreto son el espacio creativo Atom House (vendido en 2017), la tienda virtual para aplicaciones de negocios Cloudomatic (vendida en 2010) y el Grupo SocialAtom, una empresa de asesoría e inversión privada para emprendedores digitales. En 2020 se convirtió en uno de los inversionistas de Snappr, una compañía digital con sede en San Francisco que ofrece servicios de fotografía a particulares y compañías. En marzo del mismo año fue nombrado embajador de la Marca País Colombia por el ente gubernamental ProColombia, con el fin de promover emprendimientos colombianos en los mercados internacionales. Paralelamente, Barreto se desempeña como conferencista en temas de emprendimiento en América Latina y los Estados Unidos.

## Reconocimientos
- «Top 25 Under 25» de BusinessWeek[5]
- «Top 30 Under 30» de Inc. Magazine[5]
- «Top 10 Innovators Under 35» de MIT Technology Review[5]
- «Top 10 Embajadores de las Industrias 4.0» de ProColombia[19]
- «Top 20 Pensadores de la Red Empresarial en Iberoamérica» de Telefónica España.[24]